# 奥脇絵里
奥脇 絵里（おくわき えり、1962年11月15日 - ）は1982年（昭和57年）のミス・ユニバース日本代表である。

## 来歴・人物
東京都町田市出身。語学専門学校アテネ・フランセの学生であった19歳のときミス・ユニバースに応募し、関東地区代表となった。1982年（昭和57年）3月17日、大阪市のABCホールで開かれた日本大会で代表に選出された。股下が身長のちょうど半分という脚線美を誇り、フランスに留学して料理を学び、料理教師になりたいと将来の夢を語った。同年7月にペルーのリマで開かれた世界大会に出場したが、入賞を果たすことは出来なかった。
その後はテレビあっとランダム（テレビ東京）ほか、グルメや旅番組のレポーターを務め、スキー用品の「ノルディカ」イメージガールも務めた。両眼2.0の視力を生かしてカーレーサーとしても活動し、「RJロータリー・グループAレース」で総合4位になり、美人レーサーとして話題を集めたが、1986年（昭和61年）夏のレースで事故を起こし、冬にはスキーでも転倒して腰や首を痛め、翌年から休養し、そのまま引退した。

## レース戦績

### 全日本ツーリングカー選手権(JTC)
| 年     | チーム                        | コ.ドライバー     | 使用車両               | クラス | 1     | 2     | 3       | 4      | 5     | 6      | 順位 | ポイント |
| ------ | ----------------------------- | ----------------- | ---------------------- | ------ | ----- | ----- | ------- | ------ | ----- | ------ | ---- | -------- |
| 1985年 | ミノルタ トムス               | 真田睦明          | トヨタ・カローラレビン | DIV.1  | SUG 3 | TSU 3 | NIS Ret | SUZ 10 | FSW 6 |        |      |          |
| 1986年 | ノルディカ (企業) DUNLOP DR30 | 真田睦明 太田哲也 | 日産・スカイライン     | DIV.3  | NIS   | SUG   | TSU     | SEN    | FSW   | SUZ NC | NC   | 0        |